# Karni Mata

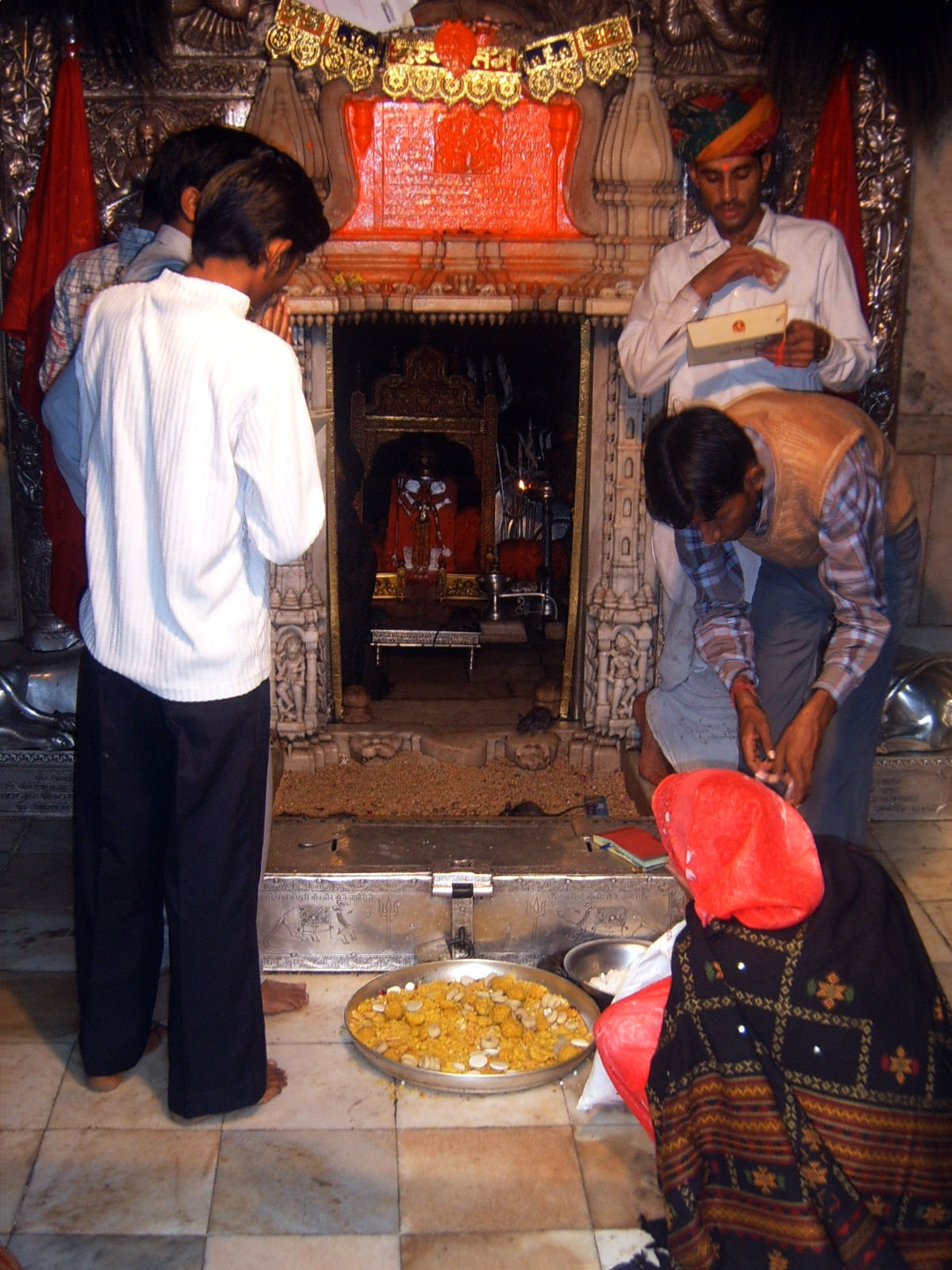
Karni Mata

Karni Mata em hindi:  करणी माता ou Karniji ou Nari Bai) (data de nascimento e morte desconhecidas mas alegadamente 2 de outubro de 1387 - 23 de março de 1538) foi uma mulher sábia Hindu nascida na casta Charan. É venerada como encarnação da divindade Durga pelos seus devotos seguidores. É uma divindade oficial das famílias reais de Jodhpur e Bikaner. Viveu uma vida ascética e era altamente estimada durante a sua vida. A pedido do marajá de Bikaner, lançou as primeiras pedras de dois importantes fortes da região. O mais famoso dos seus templos, o Templo de Karni Mata, fica na pequena vila de  Deshnoke, perto de Bikaner no Rajastão, e foi criado na sequência do seu desaparecimento misterioso de casa. O templo é famoso pelos seus ratos-brancos, tratados como sagrados e aos quais é conferida proteção no templo. Ao contrário de alguns relatos, o templo não é jainista.